# Helmut Peter
Helmut Peter (* 21. April 1948 in Sankt Wolfgang) ist ein österreichischer Hotelier und ehemaliger Politiker (LIF, früher FPÖ). Peter war von 1990 bis 1999 Abgeordneter zum Österreichischen Nationalrat und von 1993 bis 2013 auch Präsident der Österreichischen Hoteliervereinigung.

## Ausbildung und Beruf
Helmut Peter besuchte von 1954 bis 1958 die Volksschule in St. Wolfgang und danach bis 1964 das Staatliche Landschulheim Marquartstein in Oberbayern. Zwischen 1964 und 1966 absolvierte er das Privatrealgymnasium in Bad Ischl und legte dort die Matura ab. Er wurde Mitglied der Pennal-konservativen Verbindung Albia Bad Ischl, einer deutschnationalen Schülerverbindung, wo er zeitgleich mit Jörg Haider aktiv war. Peter studierte im Anschluss an die Matura Betriebswirtschaftslehre an der Hochschule für Welthandel in Wien und schloss sein Studium 1973 mit dem akademischen Grad Mag. rer. soc. oec. ab. Peter leistete seinen Präsenzdienst als Einjährig-Freiwilliger ab und war an der Pioniertruppenschule Klosterneuburg, wo er zuletzt den Dienstgrad eines Leutnants der Reserve innehatte.
Helmut Peter war von 1973 bis 2012 im Familienbetrieb operativ tätig und geschäftsführender Gesellschafter der Familie Peter Hotel Weisses Rössl GesmbH, die das Romantik Hotel Im Weissen Rössl betreibt. Seit 2013 ist er Mitglied des Beirates und Geschäftsführer der Besitzgesellschaften der Familie Peter. 
Heute ist Helmut Peter Altwirt im Weissen Rössl am Wolfgangsee.

## Politik
Helmut Peter war von 1990 bis 1993 Landesparteiobmann-Stellvertreter der FPÖ Oberösterreich, wechselte jedoch im Zuge der Abspaltung des Liberalen Forums (LIF) zu der neuen Partei. Er war ab 1995 Landessprecher des Liberalen Forums Oberösterreich und ab 1993 Mitglied des Bundesparteipräsidiums des Liberalen Forums Wien.
Helmut Peter engagierte sich auch in der Berufsvertretung und war von 1989 bis 1995 Mitglied des Landestourismusrates Oberösterreichs, ab 1987 Mitglied des Präsidiums der Österreichischen Hoteliervereinigung, dessen Vizepräsident er ab 1990 wurde und ab 1993 Präsident ebenselbiger. Zudem hatte er verschiedene Funktionen in der Wirtschaftskammer Oberösterreich und der Wirtschaftskammer Österreich inne.
Helmut Peter vertrat vom 5. November 1990 bis 12. Februar 1993 die FPÖ im Nationalrat und saß danach vom 7. November 1994 bis 28. Oktober 1999 für das LIF im Parlament.

## Auszeichnungen
- Goldenes Verdienstzeichen des Landes Oberösterreich (1995)
- Großes Ehrenzeichen für Verdienste um die Republik Österreich (2003)
- Wirtschaftsmedaille in Silber (2008)
- Goldenes Ehrenzeichen des Landes Oberösterreich (2010)
- Kommerzialrat (2018)